# Khodoutka
Le Khodoutka (en russe : Ходутка), également connu sous le nom de Khodoutkinskie Gory (en russe : Ходуткинские Горы), est un stratovolcan situé au sud de la péninsule du Kamtchatka, à l'est de la Russie. Le Khodoutka est situé à l'intérieur du territoire du parc naturel du Kamtchatka du Sud, classé au Patrimoine mondial par l'Unesco au titre du site « Volcans du Kamtchatka ».
Le Khodoutka s'est formé à partir d'un autre stratovolcan, le Priemych, entre la fin du Pléistocène et le début de l'Holocène.
Vers 800 av. J.-C., une éruption — accompagnée par de petites coulées pyroclastiques et l'apparition ultérieure de coulées de lave et de dômes — s'est soldée par le dépôt de téphras tout au long du Kamtchatka du sud et par la formation d'un double maar (Khodutkinsky maar) sur le versant ouest-nord-ouest du Khodoutka.
Le Khodoutka est l'un des volcans qui entourent la ville de Petropavlovsk-Kamchatsky, l'une des plus anciennes villes de l'Extrême-Orient russe et la principale ville du kraï du Kamtchatka.